# Призыв в Швейцарии
В Швейцарии существует обязательная военная служба (нем. Militärdienst, фр. service militaire, итал. servizio militare), которая распространяется на всех годных к службе граждан мужского пола, достигших совершеннолетия. Также допускается служба женщин на добровольных началах (волонтёрство).
Годность к военной службе определяется, как «удовлетворение физических, умственным и психическим требованиям военной службы или службы гражданской обороны, быть способными выполнять эту службу без нанесения вреда себе или другим». Лица, признанные негодными, освобождаются от призыва, однако платят дополнительный налог в 3 % дохода вплоть до достижения возраста 30 лет.
На 2008 год до 20 % призывников были признаны негодными к службе, эта цифра выше в городских кантонах, таких как Цюрих и Женева. На время мира швейцарские граждане, живущие за границей, также освобождаются от призыва. Люди с двойным гражданством имеют право проходить военную службу за границей, а не в Швейцарии.
22 сентября 2013 года состоялся референдум по вопросу отмены призыва. На нём 73 % избирателей проголосовали за сохранение призыва.
Набор на службу начинается в 20 лет, однако подготовительные курсы могут иметь место с 16. В стране существует 6 рекрутских центров (Виндиш, Лозанна, Зумисвальд, Монтеценери, Рюти, Мельс).
Курс молодого бойца, называемый «Школа рекрута», занимает от 18 до 21 недель. Это основная, базовая часть воинской службы. После неё рекруты увольняются со службы и в дальнейшем призываются на трехнедельные сборы раз в два года. Лица, претендующие на сержантские и офицерские звания, проходят дополнительное обучение. Общий срок службы вместе со «Школой рекрута» и сборами составляет 330 дней. Кроме того, необходимо посещать стрельбище и каждый год сдавать нормативы по стрельбе.
В 2016 году экспертная комиссия, которой правительство Швейцарии поручило пересмотреть систему призыва на военную службу в стране, рекомендовала включить женщин в военный призыв, чтобы удовлетворить ежегодную потребность в 18 000 новых солдат в год.
Возраст отставки варьируется, в зависимости от звания, от 34 до 65 лет.
С 1996 года в Швейцарии введена альтернативная служба. Она может включать в себя социальную работу, реконструкцию памятников, помощь пожилым. Такая служба продолжается 340 дней, на 50 % дольше военной.